# منتخب رومانيا تحت 19 سنة لكرة القدم
منتخب رومانيا تحت 19 سنة لكرة القدم (بالرومانية: Echipa națională de fotbal a României Under-19)‏ هو ممثل رومانيا الرسمي في المنافسات الدولية في كرة القدم في فئة كرة قدم للرجال تحت 19 سنة، يديريه اتحاد رومانيا لكرة القدم.